# Макаров, Пётр Фёдорович
Пётр Фёдорович Макаров (1922—2006) — полковник Советской Армии, участник Великой Отечественной войны, Герой Советского Союза (1944).

## Биография
Родился 7 ноября 1922 года в деревне Горюпино (ныне — Кардымовский район Смоленской области). В 1935 году переехал в деревню Воротышино Ярцевского района, где окончил семь классов школы и работал в колхозе. В июле 1941 года был призван на службу в Рабоче-крестьянскую Красную Армию. В 1942 году он окончил Рижское пехотное училище. С мая того же года — на фронтах Великой Отечественной войны.
К ноябрю 1943 года лейтенант Пётр Макаров командовал ротой 520-го стрелкового полка 167-й стрелковой дивизии 38-й армии 1-го Украинского фронта. Отличился во время освобождения Киева. 3 ноября 1943 года рота под командованием Петра Макарова прорвала немецкую оборону и начала продвижение вперёд. Во время отражения немецкой контратаки она уничтожила несколько танков и обратила в бегство немецкую пехоту, после чего освободила посёлок Детский санаторий. 4 ноября в районе Пущи-Водицы, когда продвижение роты сковал пулемёт, скрытно подобрался к нему, уничтожил его гранатой, но и сам при этом получил ранение в ногу. Лишь после полного освобождения Пущи-Водицы отправился в госпиталь.
Указом Президиума Верховного Совета СССР «О присвоении звания Героя Советского Союза генералам, офицерскому, сержантскому и рядовому составу Красной Армии» от 10 января 1944 года за «образцовое выполнение боевых заданий командования на фронте борьбы с немецко-фашистскими захватчиками и проявленные при этом отвагу и геройство» был удостоен высокого звания Героя Советского Союза с вручением ордена Ленина и медали «Золотая Звезда» за номером 3286.
После окончания войны продолжил службу в Советской Армии. В 1956 году он окончил Военную академию имени М. В. Фрунзе. В 1976 году был уволен в запас в звании полковника. Проживал и работал в Ташкенте. Скончался 20 апреля 2006 года.
Был также награждён орденами Красного Знамени, Отечественной войны 1-й и 2-й степеней, Красной Звезды, рядом медалей.